# Felix Tausch
Felix Tausch (* 13. November 1976 in Esslingen am Neckar) ist ein deutscher Jurist. Er ist seit 2025 Richter am Bundesgerichtshof.

## Leben und Wirken
Tausch wuchs im Nürtinger Stadtteil Neckarhausen auf und legte das Abitur am Max-Planck-Gymnasium Nürtingen ab. Er lebte bis 2011 in Nürtingen, seither lebt er in Leinfelden-Echterdingen.
Tausch studierte Rechtswissenschaften an der Universität Tübingen. Nach dem Ablegen beider juristischer Staatsexamina und dem Erwerb des Magister rer. publ. an der Deutschen Universität für Verwaltungswissenschaften Speyer 2004 arbeitete er zunächst als Repetitor und selbstständiger Rechtsanwalt. Im April 2007 trat er in den baden-württembergischen Justizdienst ein und wurde zunächst am Landgericht Stuttgart und der Staatsanwaltschaft Stuttgart eingesetzt. Von 2009 bis 2011 war er an das Staatsministerium Baden-Württemberg abgeordnet. 2011 wurde er von der Universität Tübingen mit der Schrift Gestufte Bundesfernstraßenplanung: Unter besonderer Berücksichtigung der Richtlinie über die strategische Umweltprüfung mit summa cum laude zum Dr. iur. promoviert. Anschließend kehrte er als Richter an das Landgericht Stuttgart zurück und erhielt dort seine Lebenszeiternennung als Richter am Landgericht, bevor er von März 2013 bis April 2016 als wissenschaftlicher Mitarbeiter an den Bundesgerichtshof abgeordnet wurde. Nach erneuter kurzzeitiger Rückkehr an das Landgericht Stuttgart wurde er von Juli 2017 bis März 2018 erprobungshalber an das Oberlandesgericht Stuttgart abgeordnet. Im Oktober 2018 wurde er zum Richter am Oberlandesgericht ernannt. Ab November 2018 war er im Ministerium der Justiz und für Migration Baden-Württemberg tätig, zuletzt als Leitender Ministerialrat.
Daneben engagierte Tausch sich auch kommunalpolitisch. 1994 trat er in die Junge Union ein und war in der Folge JU-Kreisvorsitzender und Stadtrat in Nürtingen sowie Ortschaftsrat in Neckarhausen. Von 2009 bis September 2024 war er für die CDU Regionalrat in der Regionalversammlung des Verbands Region Stuttgart und von 2009 bis 2014 Kreisrat im Landkreis Esslingen.
Im März 2024 wurde Tausch vom Bundesrichterwahlausschuss zum Richter am Bundesgerichtshof gewählt. Er trat sein Amt am 2. Januar 2025 und wurde vom Präsidium zunächst dem vornehmlich für das Bank- und Börsenrecht zuständigen XI. Zivilsenat und dem VIa. Zivilsenat zugewiesen.